# Стеклобетон
Стеклобетон — композитный строительный материал, состоящий из бетона, армированного стекловолокном или стеклопластиковыми волокнами.
Стеклобетон является собирательным названием для группы материалов, которые могут быть использованы для создания разнообразных конструкций. В мировой строительной практике использоваться стеклобетон стал с 1969 года. За прошедшие годы область его применения значительно расширилась и он заметно усовершенствовался. Конструкции из стеклобетона обширно используются в Японии, Юго-Восточной Азии, странах арабского востока, США, Европе. В России масштабы его производства и применения порядком меньше, по сравнению с другими странами. Причиной создания этого материала стала необходимость усовершенствования обычного бетона.

## Классификация стеклобетона
- Стеклоармированный бетон: лёгкий, эластичный (по сравнению с металлом)[уточнить], с низкой теплопроводностью.
- Бетон с добавлением жидкого стекла: быстро затвердевает, имеет хорошую защиту от влаги.
- Стеклонаполненный бетон с фиброй (стеклофибробетон): стойкий к разъеданию, морозостойкий.
- Стеклооптикобетон (полупрозрачный, с оптическим волокном): дорогой, применяющийся в декоративных конструкциях[источник не указан 2873 дня].
- Стеклонаполненный бетон со стеклянным боем: снижает себестоимость строительства и вес конструкции.
- Стеклобетон со стеклом в виде связующего вещества: кислотостойкий.

## Область применения
Стеклобетон широко применим и, благодаря своим свойствам, очень востребован для производства отделочных панелей, решёток, ограждений, стен, перегородок, перекрытий, декора, сложных архитектурных или прозрачных крыш, труб, шумозащитных барьеров, карнизов, черепицы, облицовки и множества других изделий. Освоение технологии самостоятельного изготовления стеклобетона позволяет значительно сэкономить на строительстве и создать неповторимый дизайн своего дома.